# Stromatopelma
Stromatopelma là một chi nhện trong họ Theraphosidae.

## Các loài
Chi này gồm các loài:
- Stromatopelma batesi (Pocock, 1902)
- Stromatopelma calceatum (Fabricius, 1793)
  - Stromatopelma calceatum griseipes (Pocock, 1897)
- Stromatopelma fumigatum (Pocock, 1899)
- Stromatopelma pachypoda (Strand, 1908)
- Stromatopelma satanas (Berland, 1917)